# Liste der Biografien/Gers
Liste der Biografien |
Portal Biografien |
Personensuche
# |
A |
B |
C |
D |
E |
F |
G |
H |
I |
J |
K |
L |
M |
N |
O |
P |
Q |
R |
S |
T |
U |
V |
W |
X |
Y |
Z |
?
 
Ga |
Gb |
Gc |
Gd |
Ge |
Gf |
Gh |
Gi |
Gj |
Gk |
Gl |
Gm |
Gn |
Go |
Gp |
Gq |
Gr |
Gs |
Gu |
Gv |
Gw |
Gy |
Gz
 
Gea |
Geb |
Gec |
Ged |
Gee |
Gef |
Geg |
Geh |
Gei |
Gej |
Gek |
Gel |
Gem |
Gen |
Geo |
Gep |
Ger |
Ges |
Get |
Geu |
Gev |
Gew |
Gex |
Gey |
Gez
 
Gera |
Gerb |
Gerc |
Gerd |
Gere |
Gerf |
Gerg |
Gerh |
Geri |
Gerk |
Gerl |
Germ |
Gern |
Gero |
Gerp |
Gerr |
Gers |
Gert |
Geru |
Gerv |
Gerw |
Gery |
Gerz
Die Liste der Biografien führt alle Personen auf, die in der deutschsprachigen Wikipedia einen Artikel haben. Dieses ist eine Teilliste mit 382 Einträgen von Personen, deren Namen mit den Buchstaben „Gers“ beginnt.

## Gers
- Gers, Fredrika (1959–2019), deutsche Autorin
- Gers, Janick (* 1957), britischer Gitarrist

### Gersa
- Gersa, Poldi (* 1874), österreichische Sängerin (Sopran) und Theaterschauspielerin
- Gersaint, Edme-François (1694–1750), französischer Kunsthändler
- Geršak, Sascha Alexander (* 1975), deutscher SchauspielerSascha Alexander Geršak (* 1975)

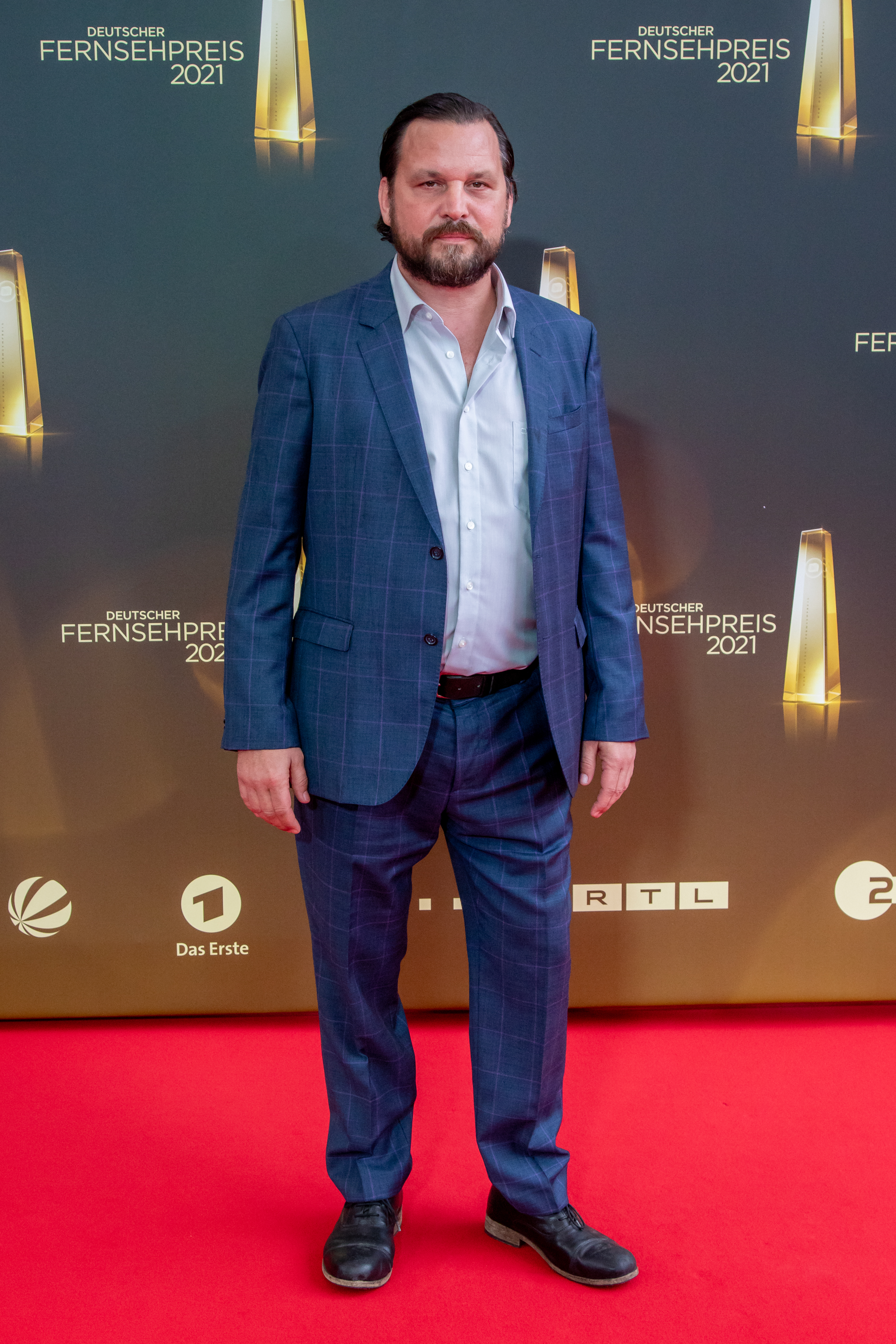
Sascha Alexander Geršak (* 1975)

- Gersão, Teolinda (* 1940), portugiesische Schriftstellerin

### Gersb
- Gersbach, Alex (* 1997), australischer Fußballspieler
- Gersbach, Egon (1921–2020), deutscher Prähistoriker
- Gersbach, Emil (1885–1963), deutscher Heimatforscher
- Gersbach, Fritz (1894–1973), Schweizer Chorleiter und Komponist
- Gersbach, Hans (* 1959), Schweizer Ökonom
- Gersbach, Joseph (1787–1830), deutscher Komponist und Musikpädagoge
- Gersbeck, Marius (* 1995), deutscher Fußballtorhüter
- Gersberg, Nadine (* 1977), deutsche Politikerin (SPD), MdL

### Gersc
- Gersch, Anette (* 1966), deutsche Skirennläuferin
- Gersch, Frank (* 1961), deutscher Handballspieler
- Gersch, Kai (* 1971), deutscher Politiker (FDP, AfD), MdA
- Gersch, Manfred (1909–1981), deutscher Zoologe
- Gersch, Rasmus (* 1982), deutscher Handballspieler
- Gersch, Ronny (* 1974), deutscher Unternehmer, Fußballfunktionär, Moderator und Journalist
- Gersch, Tilman (* 1964), deutscher Theaterintendant und -regisseur
- Gersch, Wolfgang (1935–2020), deutscher Filmwissenschaftler und Theaterkritiker
- Gerschau, Alexander von (1825–1904), russischer General der Artillerie und Geheimrat
- Gerschau, Kerstin (* 1958), deutsche Gerätturnerin
- Gerschau, Knut (* 1961), deutscher Unternehmer
- Gerschau, Peter von (1779–1852), kurländischer Freiherr und russischer Generalkonsul in Kopenhagen
- Gerschel, Hugo (1854–1911), deutscher Fabrikdirektor und Politiker
- Gerschenkron, Alexander (1904–1978), Ökonom und Wirtschaftshistoriker
- Gerschenowitsch, Marina Iossifowna (* 1960), russische Schriftstellerin
- Gerschenson, Michail Ossipowitsch (1869–1925), russischer Literaturkritiker, Philosoph, Publizist und Übersetzer
- Gerschfeld, Dawid Grigorjewitsch (1911–2005), ukrainisch-moldawischer Komponist und Hochschullehrer
- Gerschgorin, Semjon Aronowitsch (1901–1933), belarussisch-sowjetischer Mathematiker
- Gerschke, Isabell (* 1979), deutsche Schauspielerin
- Gerschlauer, Philipp (* 1986), deutscher Saxophonist und Komponist mikrotonaler Jazzmusik
- Gerschler, Hildegard (1914–2008), deutsche Hochspringerin
- Gerschler, Woldemar (1904–1982), deutscher Leichtathletiktrainer
- Gerschmann, Johannes (1858–1928), deutscher Gymnasiallehrer
- Gerschmann, Karl-Heinz (1924–2010), deutscher Altphilologe und Philosoph
- Gerschner, Rita (1941–2024), deutsche Badmintonspielerin
- Gerschom ben Jehuda, jüdischer Talmudgelehrter
- Gerschon, Josef (1887–1960), sudetendeutscher Komponist
- Gerschow, Friedrich (1568–1635), deutscher Jurist und Chronist
- Gerschow, Jakob (1587–1655), deutscher Philologe, Historiker und Jurist
- Gerschtein, Semjon Solomonowitsch (1929–2023), sowjetischer und russischer theoretischer Physiker
- Gerschun, Alexander Lwowitsch (1868–1915), russischer Physiker und Manager
- Gerschun, Andrei Alexandrowitsch (1903–1952), russischer Physiker und Hochschullehrer
- Gerschuni, Grigori Andrejewitsch (1870–1908), russischer Politiker und Terrorist
- Gerschwiler, Arnold (1914–2003), Schweizer Eiskunstlauftrainer
- Gerschwiler, Hans (1920–2017), Schweizer Eiskunstläufer
- Gerschwiler, Jacques (1898–2000), Schweizer Eiskunstlauftrainer

### Gersd
- Gersdorf, David Gottlob von (1658–1732), preußischer Generalleutnant, Gouverneur der Festung Spandau
- Gersdorf, Ernst Gotthelf (1804–1874), deutscher Bibliothekar und Historiker, Direktor der Universitätsbibliothek Leipzig
- Gersdorf, Ernst Gustav von (1780–1843), deutscher Rittergutsbesitzer, Jurist und Politiker
- Gersdorf, Hubertus (* 1962), deutscher Jurist und Hochschullehrer
- Gersdorf, Johanna Magdalena von (1706–1744), deutsche Kirchenlieddichterin
- Gersdorf, Małgorzata (* 1952), polnische Juristin und Richterin am Obersten Gerichts Polen
- Gersdorf, Nicolaus von (1629–1702), deutscher Jurist und Diplomat
- Gersdorf, Otto Ernst von (1710–1773), königlich-preußischer Generalmajor
- Gersdorf, Paul von (1835–1915), deutscher Geistlicher, Bischof der Katholisch-Apostolischen Kirche
- Gersdorf, Torsten (* 1961), deutscher Soldat
- Gersdorf, Wilhelm August (* 1827), deutscher Autor und Chronist
- Gersdorff, Ada von (1854–1922), deutsche Schriftstellerin
- Gersdorff, Adolf Traugott von (1744–1807), deutscher NaturforscherAdolf Traugott von Gersdorff (1744–1807)

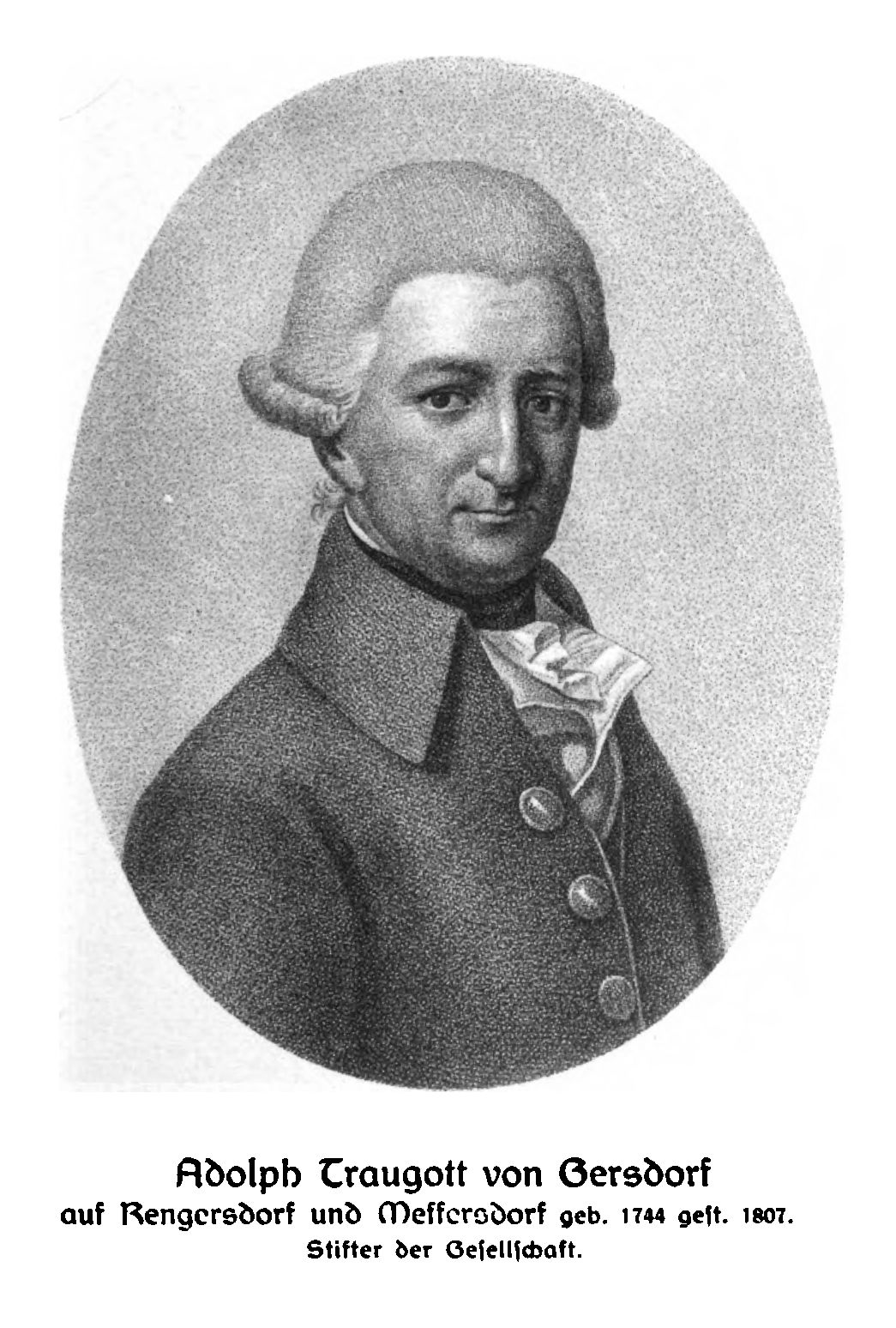
Adolf Traugott von Gersdorff (1744–1807)

- Gersdorff, Bernd (* 1946), deutscher Fußballspieler, Pressesprecher Salzgitter AG
- Gersdorff, Carl August von (1705–1787), kursächsischer General der Infanterie
- Gersdorff, Carl Ernst Rudolf von (1803–1876), preußischer Rittergutsbesitzer und Politiker
- Gersdorff, Carl von (1844–1904), Majoratsherr und preußischer Kammerherr
- Gersdorff, Christoph Friedrich von (1666–1725), Grundherr, Appellations- und Legationsrat, Geheimer Rat, Vizeoberhofrichter in Leipzig und sächsisch-polnischer Gesandter auf der Reichsversammlung in Regensburg
- Gersdorff, Dagmar von (* 1938), deutsche Schriftstellerin
- Gersdorff, Egon von (1854–1917), sächsischer Generalleutnant
- Gersdorff, Ernst Bruno von (1820–1883), deutsch-amerikanischer Arzt, Hochschullehrer und Homöopath
- Gersdorff, Ernst Christian August von (1781–1852), deutscher Diplomat und Teilnehmer des Wiener Kongresses
- Gersdorff, Ernst Ludwig Gottlob von (1732–1789), kursächsischer Amtshauptmann
- Gersdorff, Frederik von (1651–1724), dänischer Generalleutnant
- Gersdorff, Friedrich von (1837–1920), preußischer Generalleutnant
- Gersdorff, Friedrich von (1838–1898), kaiserlich-russischer Generalmajor
- Gersdorff, Georg Ernst II. von (1676–1743), Kammerjunker, Kammerherr, Amtshauptmann des Markgraftums Oberlausitz und Landesherr
- Gersdorff, Georg Ernst von (1640–1713), Leibgarde des Prinzen von Oranien
- Gersdorff, Georg von (1859–1917), sächsischer Generalleutnant
- Gersdorff, George Samuel Wilhelm von (1744–1810), preußischer Landrat, Landesdirektor und Direktor der Ritterschaft
- Gersdorff, Gustav von (1829–1893), deutscher Gutsbesitzer und Amtmann
- Gersdorff, Hans Abraham von (1609–1678), deutscher kursächsischer Oberst der Kavallerie und Kriegskommissar
- Gersdorff, Hans Otto von (1864–1908), deutscher Rittergutsbesitzer und Politiker, MdR
- Gersdorff, Hans von († 1529), deutscher Wundarzt
- Gersdorff, Hans von (1630–1692), oberlausitzischer Adeliger und Gelehrter
- Gersdorff, Hans von (1847–1929), preußischer Generalmajor und Kommandeur der 6. Kavallerie-Brigade
- Gersdorff, Heinrich August von (1793–1870), deutscher Jurist und Homöopath
- Gersdorff, Heinrich Otto von († 1617), Landsyndikus und Landrichter der Niederlausitz und Besitzer der Pfandherrschaft Dobrilugk
- Gersdorff, Heinrich von († 1557), kursächsischer Rat und Oberhauptmann im Erzgebirgischen Kreis
- Gersdorff, Henriette Catharina von (1648–1726), deutsche religiöse Lyrikerin, Förderin von Reformbewegungen in der evangelischen Kirche, Förderin Herrnhuts und Dichterin
- Gersdorff, Hermann von (1809–1870), preußischer Generalleutnant und Kommandeur der 22. Division
- Gersdorff, Julius (1849–1907), deutscher Dichter
- Gersdorff, Karl von (1765–1829), sächsischer Generalleutnant und Militärschriftsteller
- Gersdorff, Kurt von (1858–1916), deutscher Verwaltungsbeamter, Landrat von Wittgenstein
- Gersdorff, Louis von (1807–1880), preußischer Generalleutnant
- Gersdorff, Mathias von (* 1964), deutscher katholischer PublizistMathias von Gersdorff (* 1964)

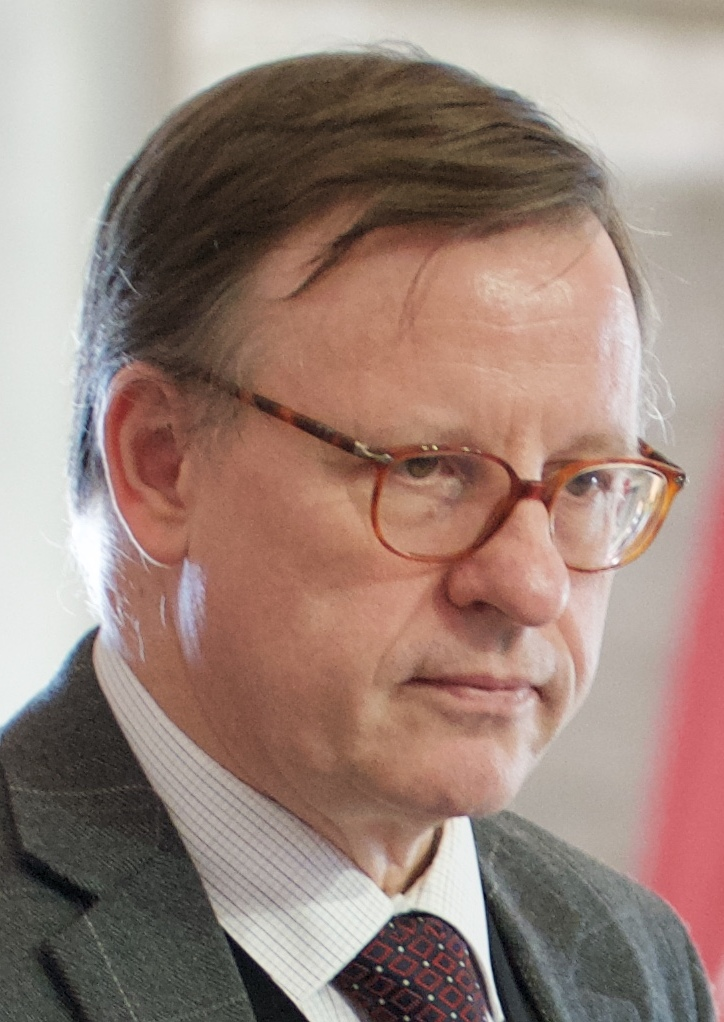
Mathias von Gersdorff (* 1964)

- Gersdorff, Maximilian Ernst von (1737–1804), kursächsischer Generalmajor der Kavallerie
- Gersdorff, Nikolaus Willibald von (1713–1765), sächsisch-polnischer Gesandter, Wirklicher Geheimer Rat und Konferenzminister
- Gersdorff, Paul Max von (1814–1872), preußischer Landrat
- Gersdorff, Rudolf-Christoph von (1905–1980), deutscher Generalmajor und Hitlerattentäter
- Gersdorff, Ursula von (1910–1983), deutsche Militärhistorikerin
- Gersdorff, Walter von (1848–1929), preußischer Generalleutnant und Kommandant von Magdeburg
- Gersdorff, Wigand von (1851–1920), preußischer Generalleutnant
- Gersdorff, Wilhelmine von (1768–1847), deutsche Schriftstellerin und Dichterin
- Gersdorff, Wolf Christian Ludwig von (1765–1832), preußischer Major und Landrat
- Gersdorff, Wolf Emil von (1817–1885), deutscher Rittergutsbesitzer, Landschaftsdirektor, Verwaltungsbeamter und Landrat
- Gersdorff, Wolf von (1867–1949), deutscher Verwaltungsjurist und Politiker (DNVP)
- Gersdorff, Wolff Adolph von (1683–1749), kursächsischer Generalmajor

### Gerse
- Gersem, König von Axum
- Gersemann, Olaf (* 1968), deutscher Journalist und Buchautor
- Gersenius, Philipp (1665–1727), deutscher Jesuit, Prediger und Hochschullehrer
- Gersewanow, Michail Nikolajewitsch (1830–1907), russischer Bauingenieur und Hochschullehrer
- Gersewanow, Nikolai Michailowitsch (1879–1950), russisch-sowjetischer Bodenmechanik-Ingenieur und Hochschullehrer

### Gersh
- Gersh, Stephen (* 1948), US-amerikanischer Mediävist
- Gershe, Leonard (1922–2002), US-amerikanischer Dramatiker und Drehbuchautor
- Gershenfeld, Neil (* 1959), US-amerikanischer Physiker und Informatiker
- Gershenson, Joseph (1904–1988), US-amerikanischer Musiker, Regisseur, Filmproduzent
- Gershenz, Murray (1922–2013), US-amerikanischer Schauspieler
- Gershenzon, Jonathan (* 1955), amerikanischer Biochemiker
- Gershevitch, Ilya (1914–2001), russischer Iranist
- Gershkovich, Evan (* 1991), US-amerikanischer Journalist, derzeit in Russland inhaftiertEvan Gershkovich (* 1991)

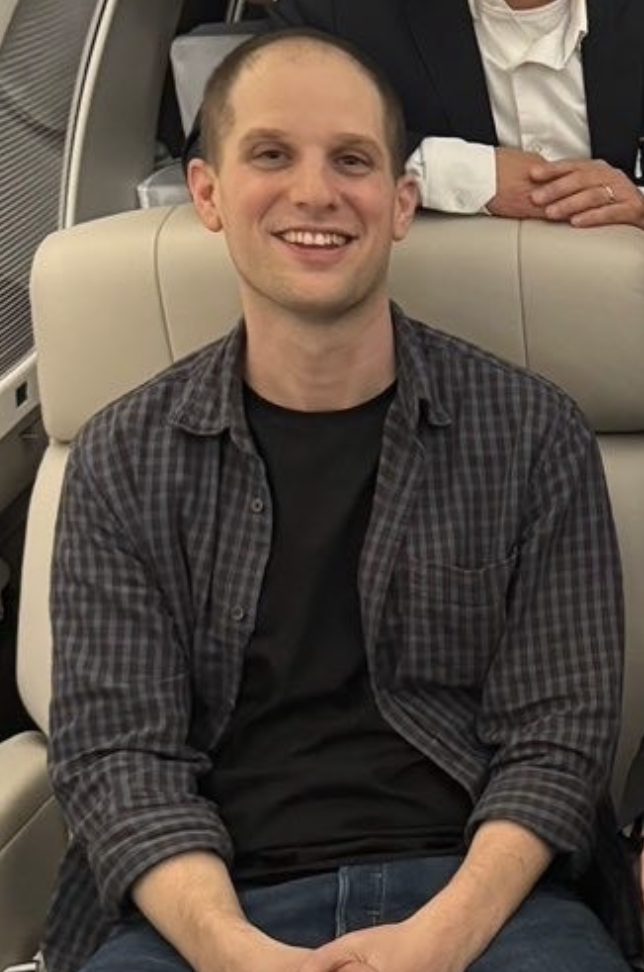
Evan Gershkovich (* 1991)

- Gershman, Carl (* 1943), US-amerikanischer Funktionär
- Gershman, Nathan (1917–2008), amerikanischer Cellist (Jazz, Klassik)
- Gershon, Alik (* 1980), israelischer Schachgroßmeister
- Gershon, Anne A., Kinderärztin an der Columbia University
- Gershon, Gina (* 1962), US-amerikanische Schauspielerin und AutorinGina Gershon (* 1962)

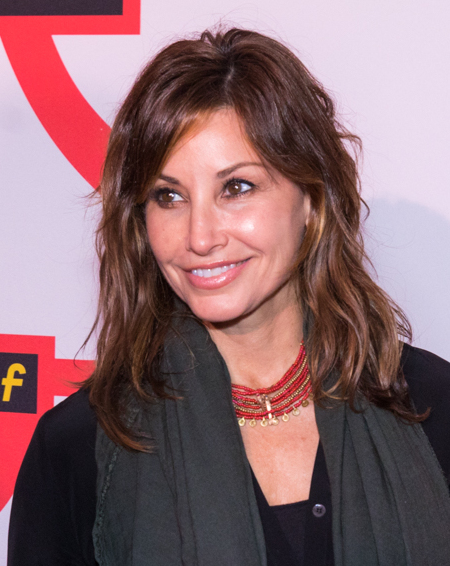
Gina Gershon (* 1962)

- Gershon, Karen (1923–1993), deutsch-britische Schriftstellerin
- Gershon, Pini (* 1951), israelischer Basketballtrainer
- Gershon, Rami (* 1988), israelischer Fußballspieler
- Gershon, Richard K. (1932–1983), US-amerikanischer Immunologe
- Gershoni, Jonathan (* 1950), israelischer Virologe und Hochschullehrer
- Gershoni, Yehuda (* 1960), israelischer Radrennfahrer
- Gershony, Noam (* 1983), israelischer Rollstuhltennisspieler
- Gershwin, George (1898–1937), US-amerikanischer Komponist
- Gershwin, Ira (1896–1983), US-amerikanischer Liedtexter und Librettist
- Gershwin, Michel, belarussischer Violinist

### Gersi
- Gerši, Adriana (* 1976), tschechische Tennisspielerin
- Gersich, Shane (* 1996), US-amerikanischer Eishockeyspieler
- Gersina, Peter (* 1962), deutsch-österreichischer Film- und Fernsehregisseur
- Gersing, Jørgen (1927–1988), dänischer Jurist und Richter am EGMR
- Gersinski, Erna (1896–1964), deutsche Widerstandskämpferin gegen den Nationalsozialismus

### Gersm
- Gersman, Boris (1900–1953), jüdischer Musiker und Geschäftsmann aus Litauen
- Gersmann, Gudrun (* 1960), deutsche Historikerin
- Gersmann, Hanna, deutsche Journalistin und Moderatorin
- Gersmann, Walter (1914–1942), deutscher kommunistischer Widerstandskämpfer und Agent des Militärnachrichtendienstes GRU
- Gersmawa, Chibla Lewarsowna (* 1970), abchasisch-russische Opernsängerin (Sopran)

### Gerso
- Gérson (* 1941), brasilianischer FußballspielerGérson (* 1941)

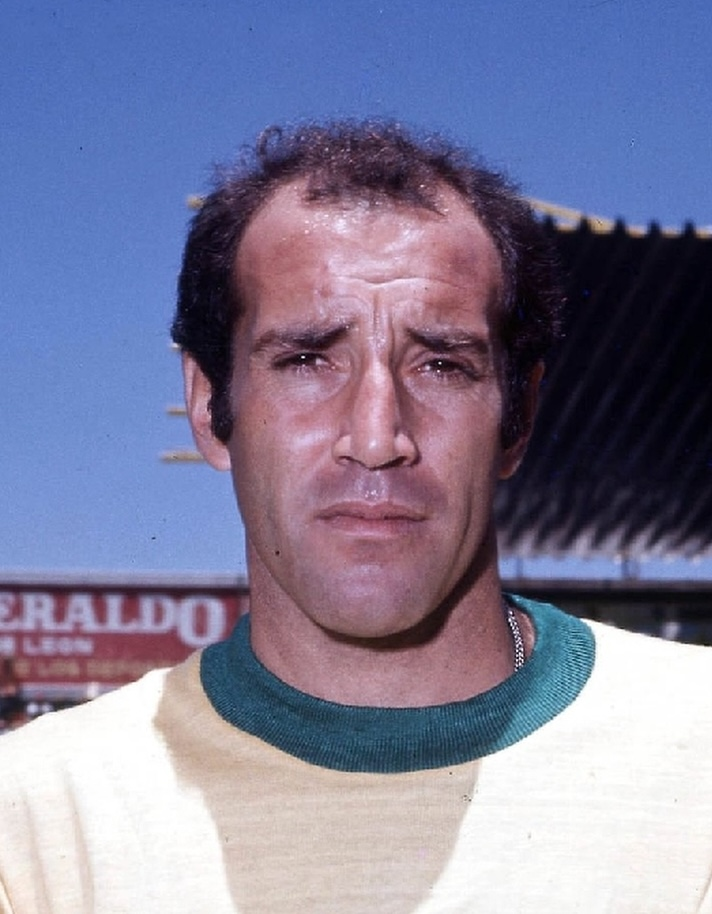
Gérson (* 1941)

- Gerson (* 1992), brasilianischer Fußballspieler
- Gerson (* 1997), brasilianischer Fußballspieler
- Gérson Magrão (* 1985), brasilianischer Fußballspieler
- Gerson, Barry (* 1939), US-amerikanischer avantgardistischer Filmkünstler, Experimental-Filmemacher, Fotograf und Film-Installateur
- Gerson, Christian (1567–1622), jüdischer Konvertit und evangelischer Theologe
- Gerson, Dora (1884–1941), deutsche Ärztin und Hauswirtschaftsleiterin, Opfer des Holocaust
- Gerson, Dora (1899–1943), deutsche Stummfilm-Schauspielerin und Kabarett-Sängerin
- Gerson, Dunja (* 1996), Schweizer Volleyball- und Beachvolleyballspielerin
- Gerson, Ernst (1890–1974), deutscher Architekt
- Gerson, Fabian (1926–2011), polnisch-schweizerischer Chemiker
- Gerson, Georg (1790–1825), dänischer Bankier und Komponist
- Gerson, Georg Hartog (1788–1844), hannoverscher Militärarzt
- Gerson, Hans (1881–1931), deutscher Architekt
- Gerson, Herrmann (1813–1861), Großkaufmann, KonfektionäreHerrmann Gerson (1813–1861)

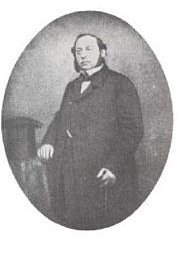
Herrmann Gerson (1813–1861)

- Gerson, Horst (1907–1978), niederländischer Kunsthistoriker
- Gerson, Israel (1786–1872), jüdischer Kaufmann
- Gerson, Jean (1363–1429), Theologe
- Gerson, Kathleen (* 1947), US-amerikanische Soziologin
- Gerson, Lars (* 1990), luxemburgischer Fußballspieler
- Gerson, Lloyd Phillip (* 1948), US-amerikanisch-kanadischer Philosophiehistoriker
- Gerson, Lotte (1905–1995), deutsche Bauhaus-Schülerin und Fotografin
- Gerson, Marc (* 1954), luxemburgischer, französischer und Schweizer Volleyball- und Beachvolleyballspieler sowie Volleyballtrainer
- Gerson, Martin (1902–1944), deutscher Vorkämpfer für die Umschulung der jüdischen Jugend zur Auswanderung nach Palästina
- Gerson, Max (1881–1959), deutschamerikanischer Arzt und Erfinder der umstrittenen Gerson-Therapie
- Gerson, Mirco (* 1992), Schweizer Beachvolleyballspieler
- Gerson, Oskar (1886–1966), deutscher Architekt
- Gerson, Roy (1959–2023), US-amerikanischer Jazzmusiker (Piano)
- Gerson, Wojciech (1831–1901), polnischer Maler und Kunstprofessor
- Gerson-Kiwi, Edith (1908–1992), israelische Musikwissenschaftlerin
- Gersonde, Matthias (* 1970), deutscher Fußballspieler
- Gersoni, Paul (1884–1938), deutscher KPD-Funktionär und Opfer des Großen Terrors in der Sowjetunion

### Gersp
- Gerspach, Ernst (1897–1974), Schweizer Zehnkämpfer

### Gerss
- Gerß, Lisa (* 1993), deutsche Triathletin und Duathletin

### Gerst
- Gerst, Alexander (* 1976), deutscher Geophysiker und RaumfahrerAlexander Gerst (* 1976)

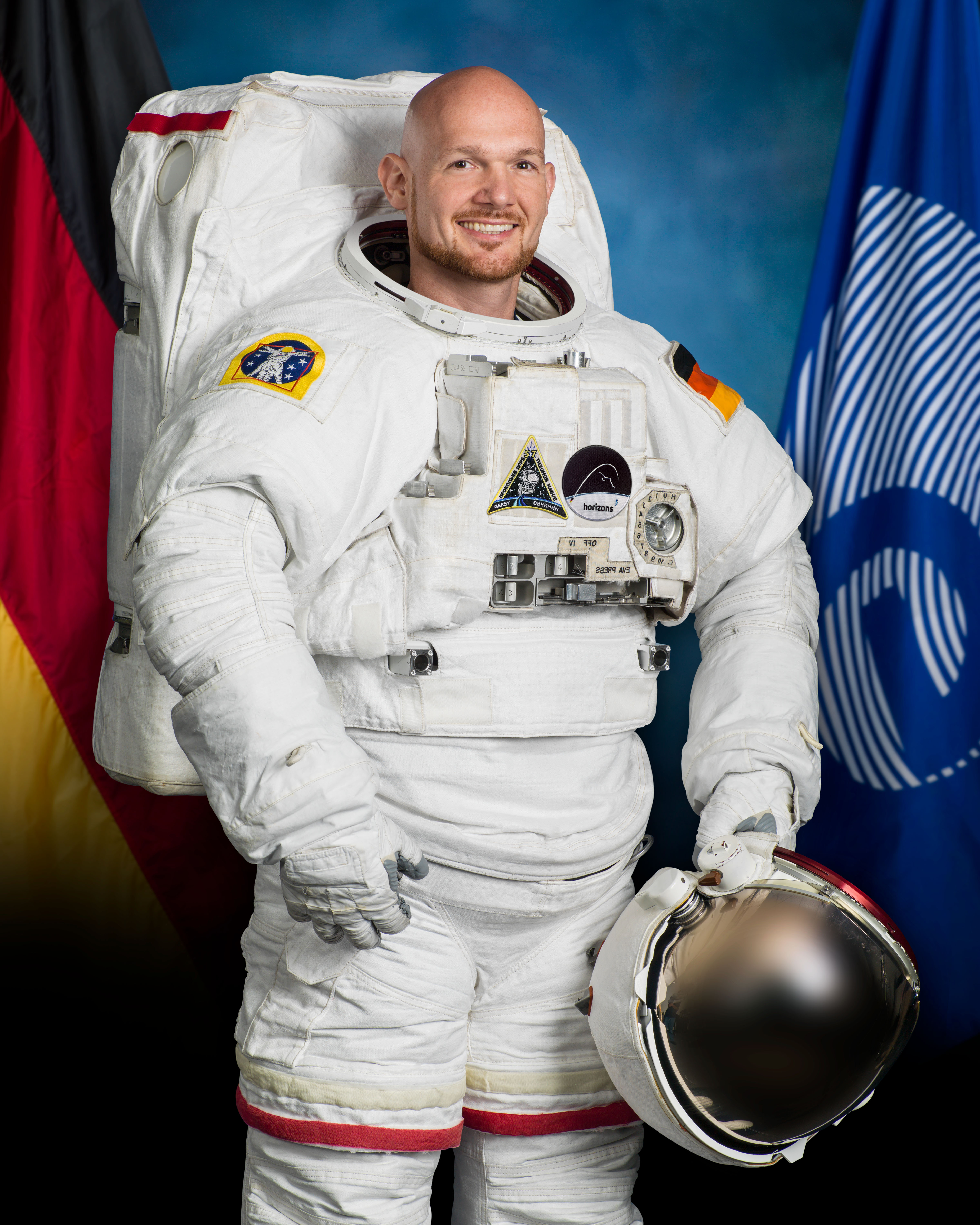
Alexander Gerst (* 1976)

- Gerst, Clara (* 1987), deutsche Film-, Fernseh- und Theaterschauspielerin, Produzentin
- Gerst, Friedrich (1805–1867), deutscher römisch-katholischer Priester
- Gerst, Gustav (1871–1948), deutscher Einzelhandels-Kaufmann, Warenhaus-Unternehmer und Stifter
- Gerst, Johann (1850–1890), österreichischer Astronom
- Gerst, Johann Karl Jakob (1792–1854), deutscher Theatermaler
- Gerst, Sam (* 2000), deutscher Schauspieler, Synchron- und Hörspielsprecher
- Gerst, Thomas (* 1957), deutscher Sozialhistoriker und Redakteur
- Gerst, Ulrike (* 1953), deutsche Malerin
- Gerst, Wilhelm Karl (1887–1968), deutscher Journalist
- Gerstäcker, Carl Eduard Adolph (1828–1895), deutscher Zoologe
- Gerstäcker, Claudia (1936–2023), österreichische Schauspielerin
- Gerstäcker, Friedrich (1816–1872), deutscher Abenteurer und SchriftstellerFriedrich Gerstäcker (1816–1872)

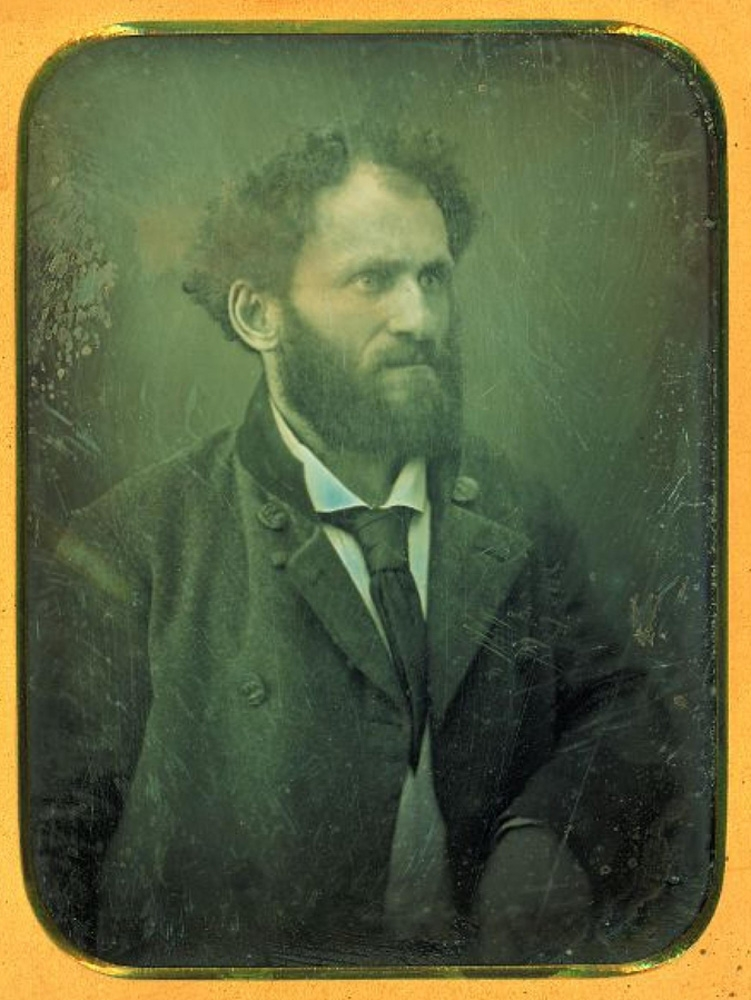
Friedrich Gerstäcker (1816–1872)

- Gerstäcker, Friedrich Samuel (1788–1825), deutscher Opernsänger (Tenor)
- Gerstacker, Georg (1889–1949), deutscher Ringer
- Gerstad, Harry W. (1909–2002), amerikanischer Filmeditor
- Gerstad, Merritt B. (1900–1974), US-amerikanischer Kameramann
- Gerstbach, Gottfried (* 1945), österreichischer Geodät und Professor für Astronomische Geodäsie
- Gerstbach, Heinrich (* 1941), österreichischer Politiker (ÖVP)
- Gerstberger, Christina (* 1976), deutsche Opernsängerin (Sopran, lyrische Koloratursoubrette)
- Gerstberger, Michael (1867–1931), österreichischer Politiker, Landtagsabgeordneter
- Gerstbrein, Franz (* 1959), deutscher Musiker, Komponist und Arrangeur
- Gerste, Martin (1872–1956), erster Sportdirektor in Mülheim an der Ruhr, „Turnvater“
- Gerste, Ronald (* 1957), deutscher Journalist und Sachbuchautor
- Gerstein, Ben (* 1977), US-amerikanischer Jazzmusiker und Bildender Künstler
- Gerstein, David (* 1944), israelischer Skulpteur und Maler
- Gerstein, Friedrich (1780–1836), deutscher Jurist, Verwaltungsbeamter und Gutsbesitzer
- Gerstein, Karl (1864–1924), deutscher Jurist, Verwaltungsbeamter, Kommunalpolitiker und Wirtschaftsmanager
- Gerstein, Kirill (* 1979), russisch-US-amerikanischer Jazz- und Klassikpianist
- Gerstein, Kurt (1905–1945), deutscher Angehöriger der Waffen-SS, Abteilungsleiter im Hygieneinstitut der Waffen-SSKurt Gerstein (1905–1945)

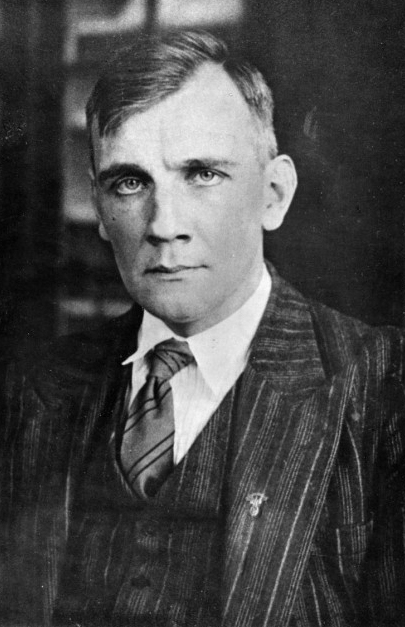
Kurt Gerstein (1905–1945)

- Gerstein, Ludwig (1928–1994), deutscher Bergwerksdirektor und Politiker (CDU), MdB
- Gerstein-Hohenstein, Friedrich von (1814–1891), preußischer Generalleutnant, Kommandant von Altona und Ehrenritter des Johanniterordens
- Gerstein-Hohenstein, Moritz von (1815–1875), preußischer Generalmajor
- Gerstel, Eberhard (1927–2004), deutscher Unternehmer und Erfinder
- Gerstel, Julie (1815–1851), deutsche Theaterschauspielerin
- Gerstel, Ursula (* 1927), deutsche Hörspielsprecherin und Schauspielerin
- Gerstel, Walter (1882–1934), deutscher Unternehmer
- Gerstel, Wilhelm (1879–1963), deutscher Bildhauer, Medailleur und Hochschullehrer
- Gerstell, Albrecht (1819–1883), deutscher Schriftsteller und Dichter
- Gersten, Klaus (* 1929), deutscher Mathematiker, Ingenieur und Hochschullehrer mit Fachgebiet Strömungsmechanik
- Gerstenberg, Adolf (1826–1896), deutscher Architekt
- Gerstenberg, Agnes (* 1985), deutsche Schriftstellerin, Dramaturgin und Lektorin
- Gerstenberg, Alfred (1893–1959), deutscher Generalleutnant im Zweiten WeltkriegAlfred Gerstenberg (1893–1959)

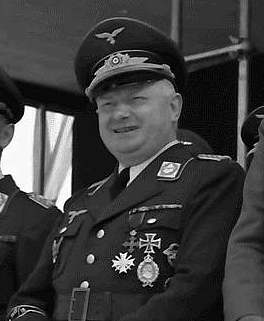
Alfred Gerstenberg (1893–1959)

- Gerstenberg, Annette (* 1973), deutsche Romanistin
- Gerstenberg, Charles (1882–1948), US-amerikanischer Unternehmer, Mitbegründer des Verlags Prentice Hall
- Gerstenberg, Detlef (1957–1993), deutscher Leichtathlet
- Gerstenberg, Erich (1844–1929), deutscher Psychiater in Hildesheim
- Gerstenberg, Franziska (* 1979), deutsche Schriftstellerin
- Gerstenberg, Heinrich Wilhelm von (1737–1823), deutscher Dramatiker
- Gerstenberg, Helmut (1926–1983), deutscher Ingenieur und Erfinder
- Gerstenberg, Jamie (* 2002), deutsche Fußballtorhüterin
- Gerstenberg, Johann Lorenz Julius von (1749–1813), Graphiker, der den Schlossbrand des Weimarer Stadtschloss 1774 festhielt
- Gerstenberg, Judith (* 1967), deutsche Dramaturgin
- Gerstenberg, Karl von (1838–1888), deutscher Dichter, Schriftsteller, Redakteur und Hochstapler
- Gerstenberg, Karl-Heinz (* 1951), deutscher Ingenieur und Politiker (Bündnis 90/Die Grünen), MdL Sachsen
- Gerstenberg, Kurt (1886–1968), deutscher Kunsthistoriker
- Gerstenberg, Otto (1848–1935), deutscher Manager in der Versicherungswirtschaft und KunstsammlerOtto Gerstenberg (1848–1935)

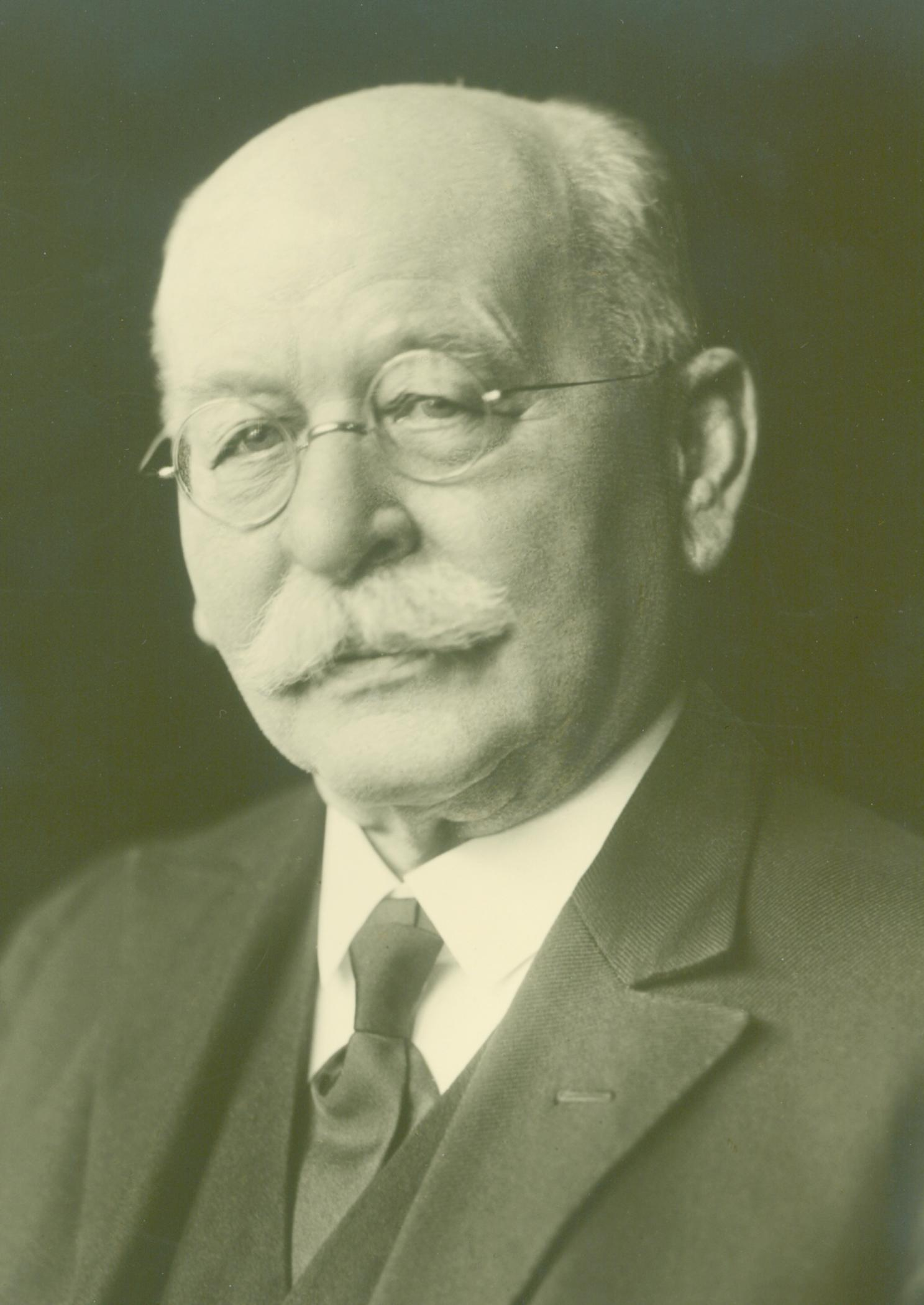
Otto Gerstenberg (1848–1935)

- Gerstenberg, Rosemarie (* 1918), deutsche Schauspielerin und Hörspielsprecherin
- Gerstenberg, Walter (1904–1988), deutscher Musikwissenschaftler
- Gerstenberg, Wigand (1457–1522), deutscher Chronist des Landes Hessen und der Stadt Frankenberg (Eder)
- Gerstenberg, Wilhelm (1863–1945), deutscher Generalmajor
- Gerstenberger, Carl (1825–1912), deutscher Lehrer und Autor
- Gerstenberger, Erhard S. (1932–2023), deutscher evangelischer Theologe und Alttestamentler
- Gerstenberger, Fritz (1898–1970), deutscher Mundartdichter
- Gerstenberger, Gustav (1892–1979), deutscher Wasserbauingenieur und Hochschullehrer
- Gerstenberger, Heide (* 1940), deutsche Politik- und Wirtschaftswissenschaftlerin
- Gerstenberger, Johann David (1716–1796), deutscher Orgelbauer
- Gerstenberger, Katrin, deutsche Opernsängerin
- Gerstenberger, Liborius (1864–1925), deutscher Geistlicher und Politiker (Zentrum, Bayerische Volkspartei), MdR
- Gerstenberger, Marcus (1553–1613), deutscher Kanzler
- Gerstenberger, Michael (* 1953), deutscher Politiker (Die Linke), MdL
- Gerstenberger, Rita (* 1954), deutsche Behindertensportlerin
- Gerstenberger, Stefanie (* 1965), deutsche Romanautorin
- Gerstenberger, Steffen (* 1966), deutscher Fußballspieler
- Gerstenbergk, Georg Friedrich von (1778–1838), deutscher Jurist, Schriftsteller und Kanzler im Großherzogtum Sachsen-Weimar-Eisenach
- Gerstenbergk, Heinrich von (1814–1887), deutscher Fälscher, Architekturtheoretiker und Geodät
- Gerstenbrand, Alfred (1881–1977), österreichischer Maler, Graphiker, Illustrator, Schriftsteller und Karikaturist
- Gerstenbrand, Franz (1924–2017), österreichischer Neurologe und emeritierter Hochschullehrer
- Gerstenbüttel, Joachim († 1721), deutscher Barockkomponist
- Gerstendörfer, Monika (1956–2010), deutsche Psychologin, Frauenrechtlerin und Schriftstellerin
- Gerstenfeld, Edward (1915–1943), polnisch-sowjetischer Schachspieler
- Gerstenfeld, Manfred (1937–2021), israelischer Publizist, Vorsitzender des Präsidiums des Jerusalem Center for Public Affairs
- Gerstenhaber, Murray (1927–2024), US-amerikanischer Mathematiker
- Gerstenhauer Zimmerman, Jan Wendel (1816–1887), niederländischer Maler und Lithograf
- Gerstenhauer, Hartmut (* 1903), deutscher Verwaltungsbeamter (NSDAP) und Richter
- Gerstenhauer, Max Robert (1873–1940), Jurist, Ministerialrat, Eugeniker
- Gerstenkorn, Hans Robert (1920–1970), deutscher Bibliothekar
- Gerstenkorn, Lea (* 1992), deutsche Schauspielerin
- Gerstenkorn, Petra (* 1954), deutsche Gewerkschafterin, Mitglied des Bundesvorstandes von ver.di
- Gerstenkorn, Robert (1877–1965), deutscher Maler und Grafiker
- Gerstenlauer, Rolf (* 1949), deutscher Fußballtorhüter
- Gerstenmaier, Cornelia (* 1943), deutsche Publizistin
- Gerstenmaier, Eugen (1906–1986), deutscher evangelischer Theologe und Politiker (CDU)Eugen Gerstenmaier (1906–1986)

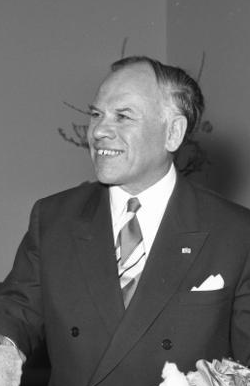
Eugen Gerstenmaier (1906–1986)

- Gerstenmájer, Gábor (* 1967), rumänischer Fußballspieler und -trainer
- Gerstenmayer, Andreas (* 1965), deutscher Unternehmer
- Gerstenmayer, Philipp (* 1987), österreichischer Politiker (FPÖ)
- Gerstenstein, Łukasz (* 2004), polnischer Fußballspieler
- Gerstenzang, Leo (1892–1973), polnisch-US-amerikanischer Erfinder des Wattestäbchens
- Gerster, Alban (1898–1986), Schweizer Architekt und Archäologe
- Gerster, Albert (1864–1935), Schweizer Architekt
- Gerster, Andrea (* 1959), Schweizer Schriftstellerin und Kulturvermittlerin
- Gerster, Andreas (* 1982), liechtensteinischer Fussballspieler
- Gerster, Athanasius (1877–1945), deutscher römisch-katholischer Ordenspriester
- Gerster, Carl (1813–1892), deutscher Arzt, Homöopath und Mitbegründer des Fränkischen und des Deutschen Sängerbundes
- Gerster, Etelka (1855–1920), ungarische Sopranistin
- Gerster, Fabian (* 1986), deutscher Fußballspieler
- Gerster, Florian (* 1949), deutscher Politiker (SPD), MdL, MdBFlorian Gerster (* 1949)

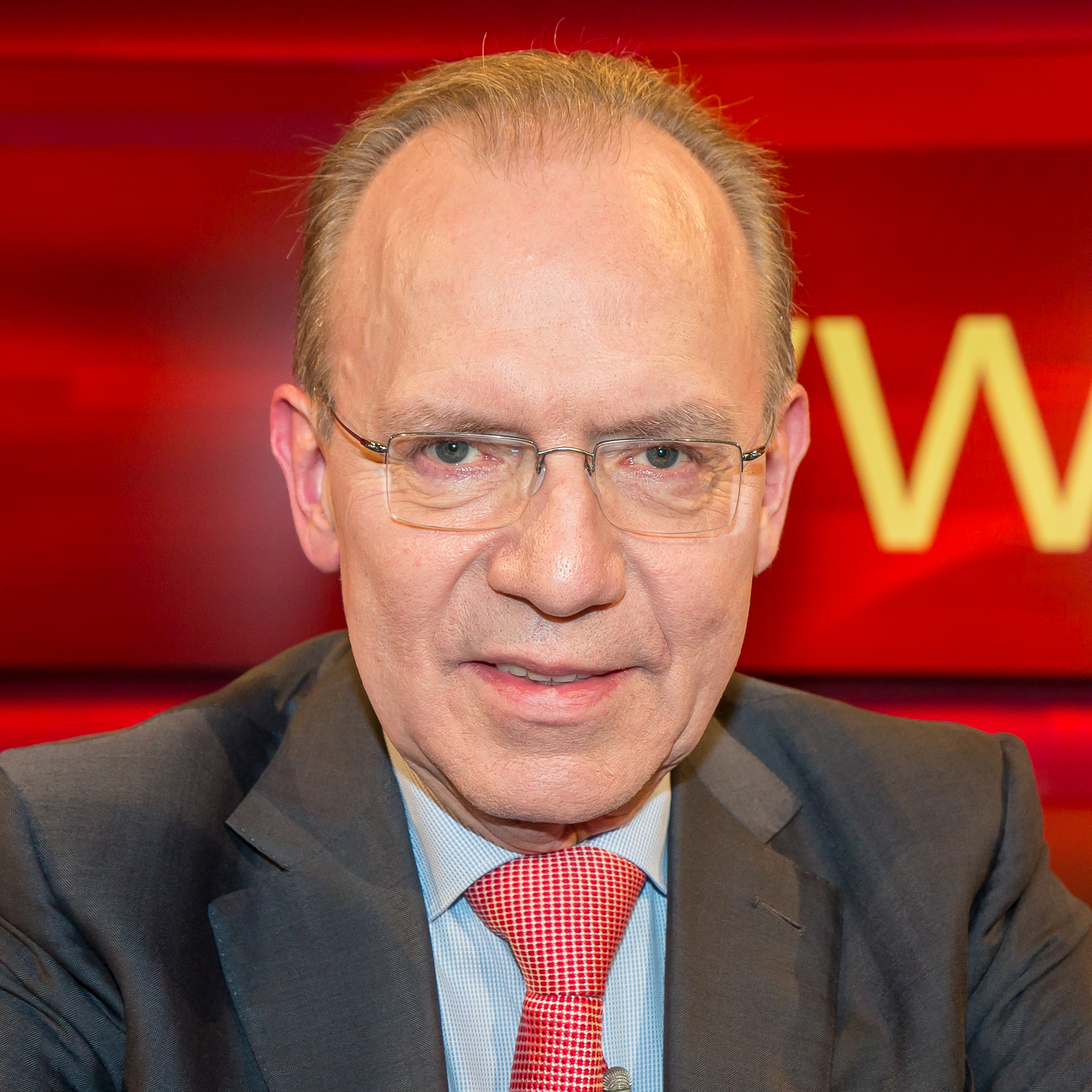
Florian Gerster (* 1949)

- Gerster, Frank (* 1976), deutscher Fußballspieler
- Gerster, Franz Carl (1853–1929), deutscher Mediziner
- Gerster, Georg (1928–2019), Schweizer Fotograf und Flugbild-Pionier
- Gerster, Jan-Ole (* 1978), deutscher Filmregisseur und Drehbuchautor
- Gerster, Johannes (1941–2021), deutscher Politiker (CDU), MdL, MdB
- Gerster, Joseph Ferdinand (1829–1880), Schweizer Offizier
- Gerster, Karl-Friedrich (1932–2013), deutscher Schauspieler und Hörspielsprecher
- Gerster, Klaus (* 1956), deutscher Fußballtrainer und -manager
- Gerster, Livia (* 1990), deutsche Journalistin und Autorin
- Gerster, Martin (* 1971), deutscher Politiker (SPD), MdB
- Gerster, Ottmar (1897–1969), deutscher Komponist
- Gerster, Otto (1907–1982), deutscher Maler und Hochschullehrer
- Gerster, Petra (* 1955), deutsche Fernsehjournalistin, Moderatorin und SachbuchautorinPetra Gerster (* 1955)

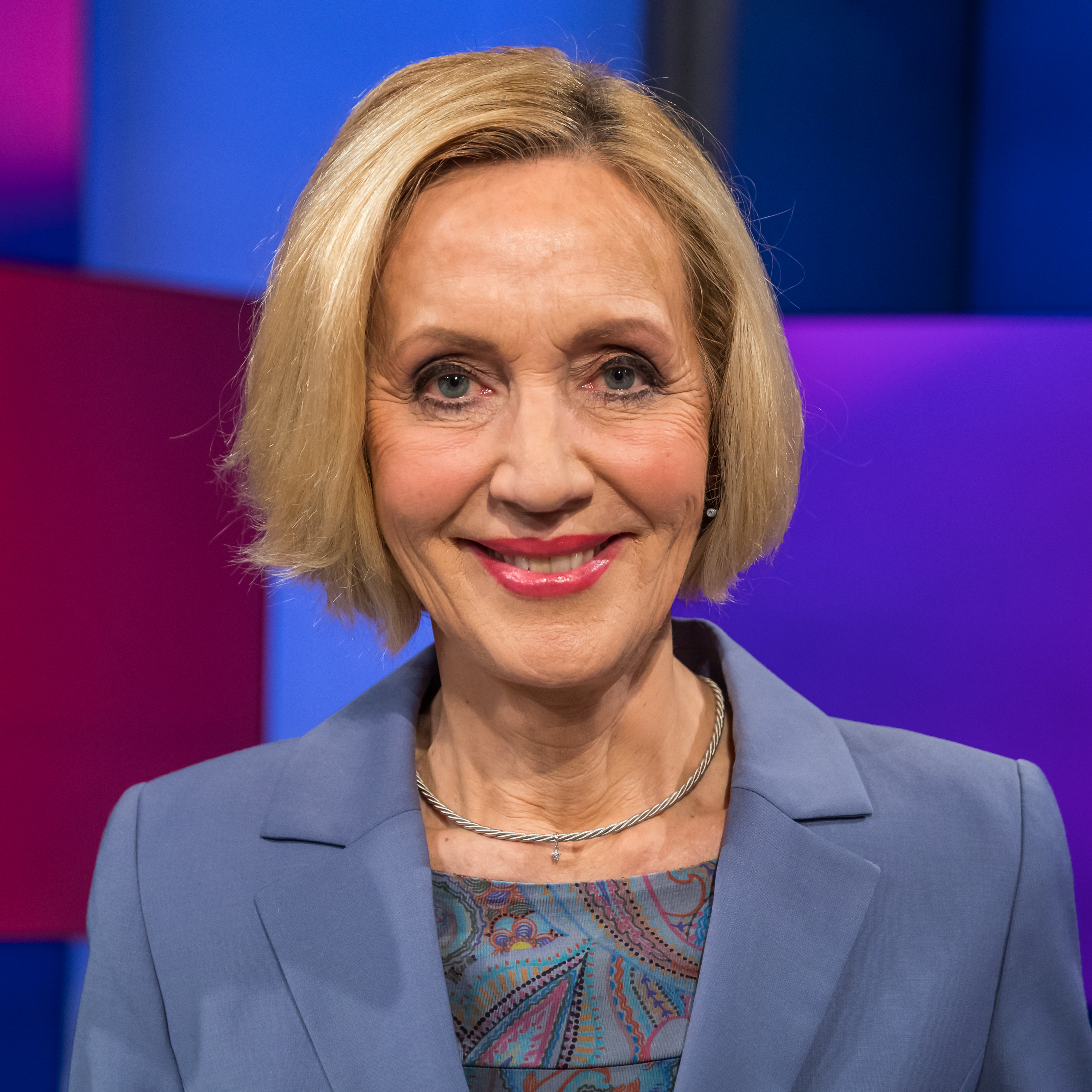
Petra Gerster (* 1955)

- Gerster, Trudi (1919–2013), Schweizer Schauspielerin, Märchenerzählerin und Politikerin
- Gerster-Nigg, Helen (1918–2010), Schweizer Politikerin und Kantonsrätin
- Gerster-Roth, Joseph (1860–1937), Schweizer Fabrikant, Schriftsteller und Volkskundler
- Gerster-Schwenkel, Hildegard (1923–2016), deutsche Dichterin
- Gerster-Simonett, Anny (1901–1979), Schweizer Frauenrechtlerin
- Gerstetter, Avitall (* 1972), deutsche Kantorin der Jüdischen Gemeinde Berlin
- Gerstetter, Reinhold (* 1945), deutscher Grafikdesigner
- Gerstfeld, Olga von (1866–1910), deutsche Schriftstellerin und Kunstwissenschaftlerin
- Gerstgraser, Paul (* 1995), österreichischer Nordischer Kombinierer
- Gersthofer, Frank (1940–2011), deutscher Intendant, Dramaturg und Opernsänger (Bariton)
- Gersthofer, Swintha (* 1985), deutsche Schauspielerin
- Gersting, Christoph August (1802–1872), deutscher Baumeister und Architekt
- Gersting, Søren W. (* 1971), deutscher Mediziner
- Gerstinger, Hans (1885–1971), österreichischer Altphilologe
- Gerstinger, Heinz (1919–2016), österreichischer Dramaturg, Schriftsteller und Historiker
- Gerstl, Alfons (1920–2011), deutscher Politiker (SPD), MdL Bayern und Bürgermeister (Vilshofen)
- Gerstl, Alfred (1923–2016), österreichischer Politiker (ÖVP), Mitglied des Bundesrates
- Gerstl, Annelinde (* 1950), deutsche Schauspielerin und Musicaldarstellerin
- Gerstl, Arnold (1888–1957), deutsch-britischer Maler und Grafiker
- Gerstl, Elfriede (1932–2009), österreichische SchriftstellerinElfriede Gerstl (1932–2009)

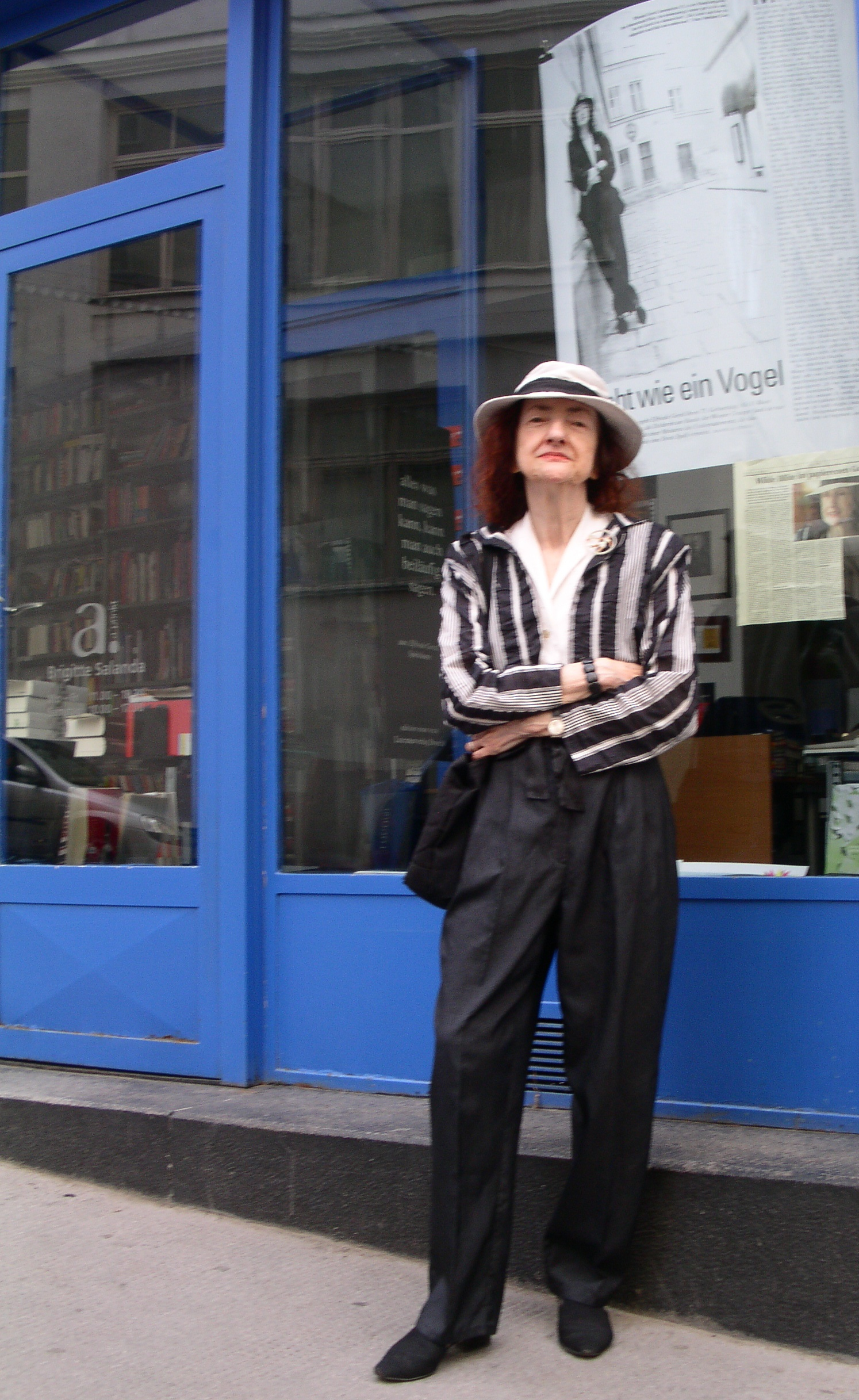
Elfriede Gerstl (1932–2009)

- Gerstl, Fritz (1923–2014), deutscher Politiker (SPD), MdB
- Gerstl, Karl (1902–1979), österreichischer NSDAP-Kreisleiter
- Gerstl, Max (1921–1994), deutscher Politiker (CSU), MdL
- Gerstl, Richard (1883–1908), österreichischer Porträt- und LandschaftsmalerRichard Gerstl (1883–1908)

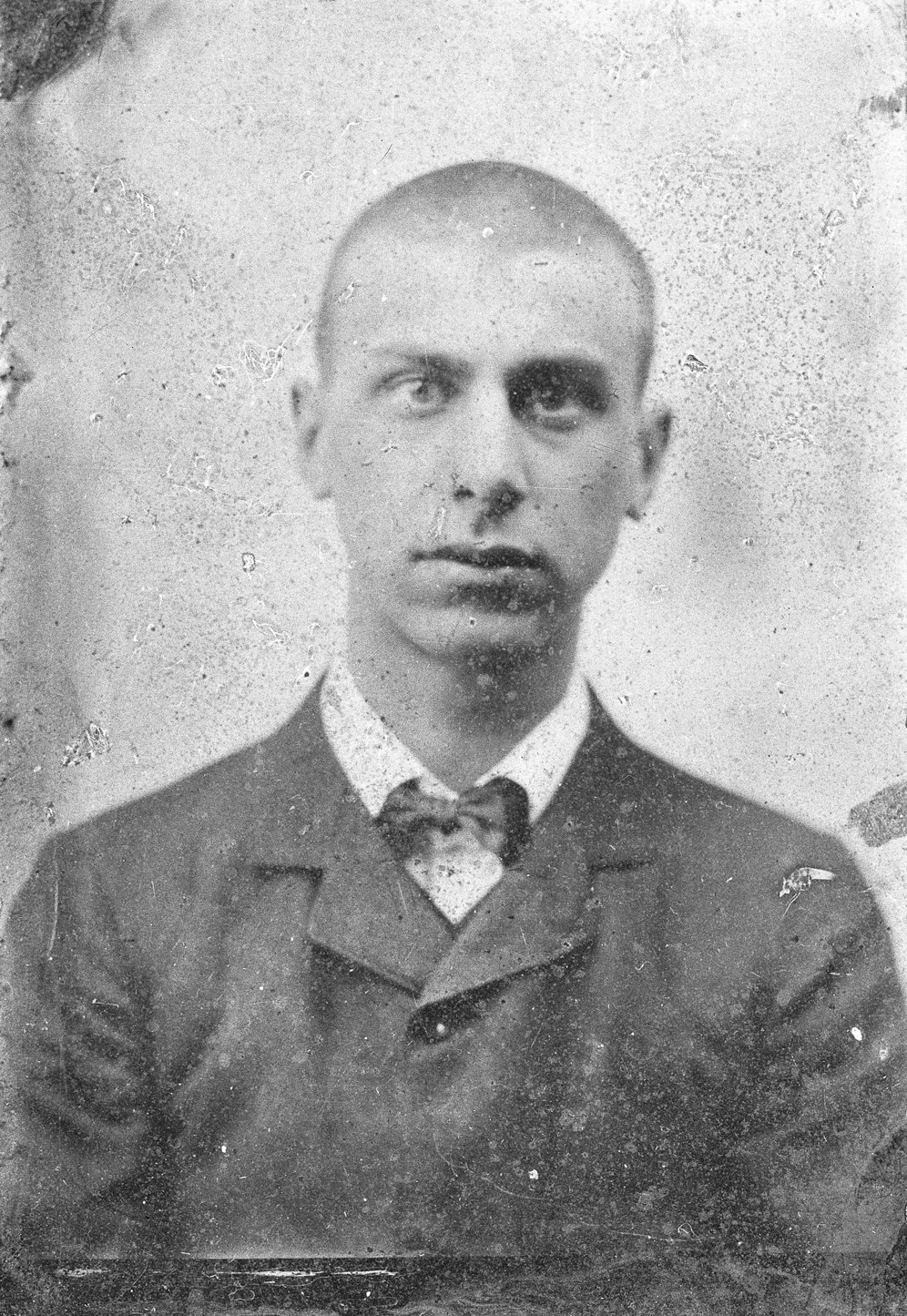
Richard Gerstl (1883–1908)

- Gerstl, Sigmund, Bürgermeister von Bozen
- Gerstl, Wolfgang (* 1961), österreichischer Politiker (ÖVP), Landtagsabgeordneter, Abgeordneter zum Nationalrat
- Gerstlacher, Cajetan (1698–1751), Propst im Augustiner-Kloster Beuerberg
- Gerstlacher, Carl Friedrich (1732–1795), deutscher Jurist, Publizist und Universitätsprofessor
- Gerstlacher, Johann Georg (1697–1779), deutscher Jesuit, Missionar in Mexiko und auf den Philippinen
- Gerstle, Dirk (* 1961), deutscher Staatssekretär
- Gerstmann, Adolf (1855–1921), jüdisch-deutscher Schriftsteller, Übersetzer, Literaturkritiker und Dramaturg
- Gerstmann, Curt, deutscher Tischtennisspieler
- Gerstmann, Josef (1887–1969), österreichischer Neurologe
- Gerstmann, Martin von (1527–1585), Fürstbischof von Breslau; Oberlandeshauptmann von Schlesien
- Gerstmayer, Fructuosa (1898–1952), deutsche römisch-katholische Ordensfrau, Missionarin und Märtyrin
- Gerstmayer, Hermann (1886–1961), deutscher Schriftsteller
- Gerstmayr, Hans (1882–1987), österreichischer Stahlschneider, Graveur
- Gerstmeyer, Josef (1801–1870), österreichischer Landschaftsmaler
- Gerstner von Gerstenkorn, Joseph (1791–1869), k. k. Feldmarschallleutnant und zuletzt Kommandant der Landesgendarmerie
- Gerstner, Arthur (* 1920), Schweizer Anglist
- Gerstner, Bernd (* 1944), deutscher Fußballspieler
- Gerstner, Emil (1887–1944), deutscher Wirtschaftswissenschaftler
- Gerstner, Ferdinand (1910–1979), österreichischer Diplomingenieur
- Gerstner, Franz (1816–1855), deutscher Jurist und Mitglied der Frankfurter Nationalversammlung
- Gerstner, Franz (1925–2013), deutscher Verwaltungsjurist und Politiker (CSU)
- Gerstner, Franz Anton von (1796–1840), österreichischer Ingenieur
- Gerstner, Franz Josef von (1756–1832), böhmischer Mathematiker, Astronom, Physiker, Hochschulgründer und Eisenbahnpionier
- Gerstner, Günther (* 1955), deutscher Theaterregisseur
- Gerstner, Hermann (1903–1993), deutscher Schriftsteller
- Gerstner, Joseph (1780–1854), bayerischer Richter
- Gerstner, Karl (1930–2017), Schweizer Typograf und Grafikdesigner
- Gerstner, Karl-Heinz (1912–2005), deutscher Journalist, inoffizieller Mitarbeiter der DDR-Staatssicherheit
- Gerstner, Louis Jr. (* 1942), US-amerikanischer Manager
- Gerstner, Ludwig Joseph (1830–1883), deutscher Politiker, Jurist und Professor für Staatswirtschaft
- Gerstner, Maximilian von (1849–1915), bayerischer General der Artillerie
- Gerstner, Michael (1896–1977), deutscher Politiker (NSDAP), MdR
- Gerstner, Muriel (* 1962), Schweizer Bühnenbildnerin und Kostümbildnerin
- Gerstner, Paul (1880–1945), deutscher Wirtschaftswissenschaftler
- Gerstner, Peter (* 1959), österreichischer Politiker (FPÖ)
- Gerstner, Philipp (* 1989), deutscher Schauspieler
- Gerstner, Roland (1931–2025), deutscher Politiker (CDU), MdL Baden-Württemberg
- Gerstner, Sascha (* 1977), deutscher MusikerSascha Gerstner (* 1977)

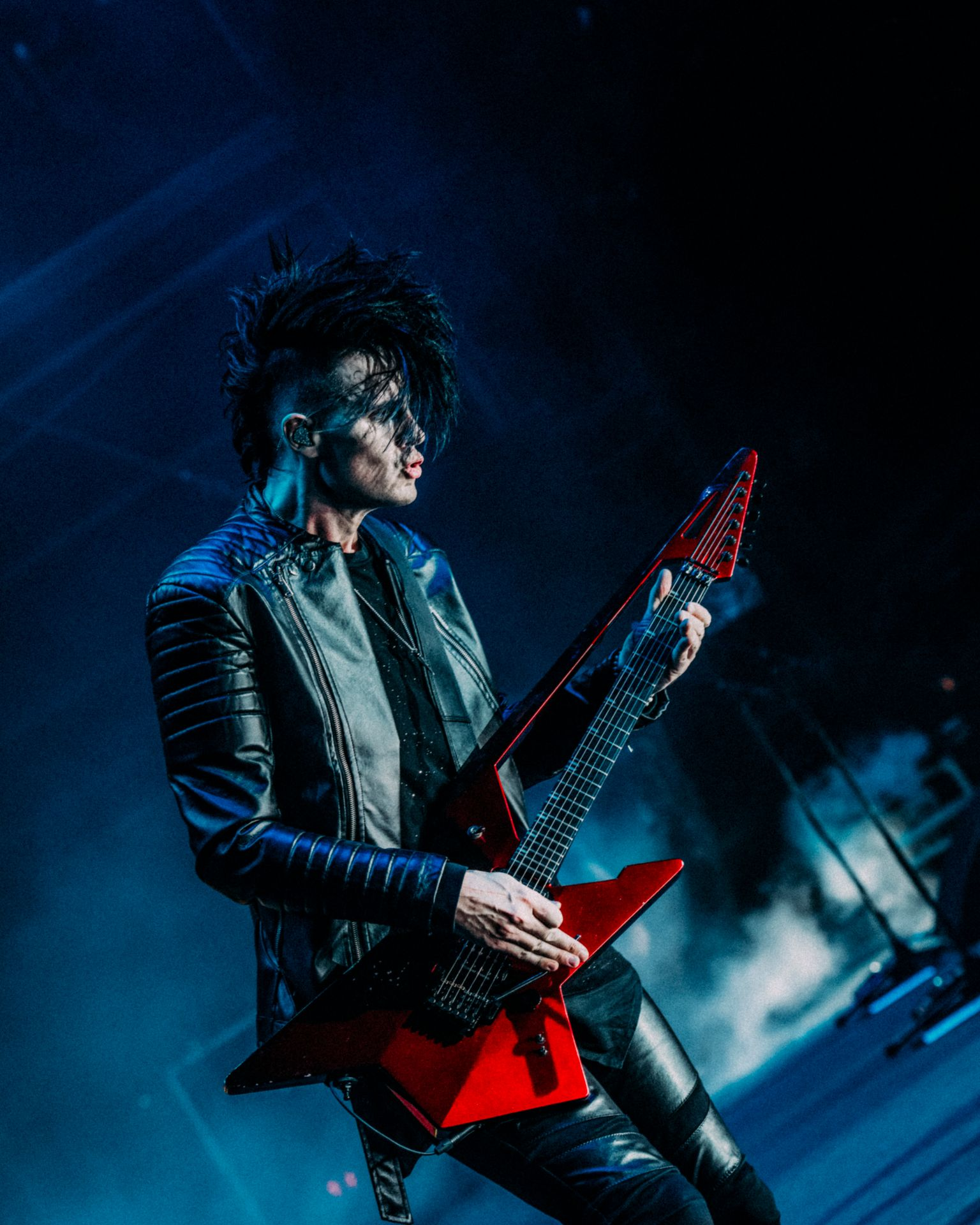
Sascha Gerstner (* 1977)

- Gerstner, Sonja (1952–1971), deutsche Malerin und Schriftstellerin
- Gerstner, Stefan (1885–1971), deutscher Maler
- Gerstner, Thomas (* 1966), deutscher Fußballspieler und -trainer
- Gerstner, Ulrich (* 1954), deutscher Politiker (SPD)
- Gerstner, Wolfgang (* 1955), deutscher Politiker (CDU)
- Gerstner-Hirzel, Emily (1923–2003), Schweizer Germanistin und Volkskundlerin
- Gerstorf, Denis (* 1976), deutscher Psychologe
- Gerstorfer, Birgit (* 1963), österreichische Politikerin (SPÖ), LandesrätinBirgit Gerstorfer (* 1963)

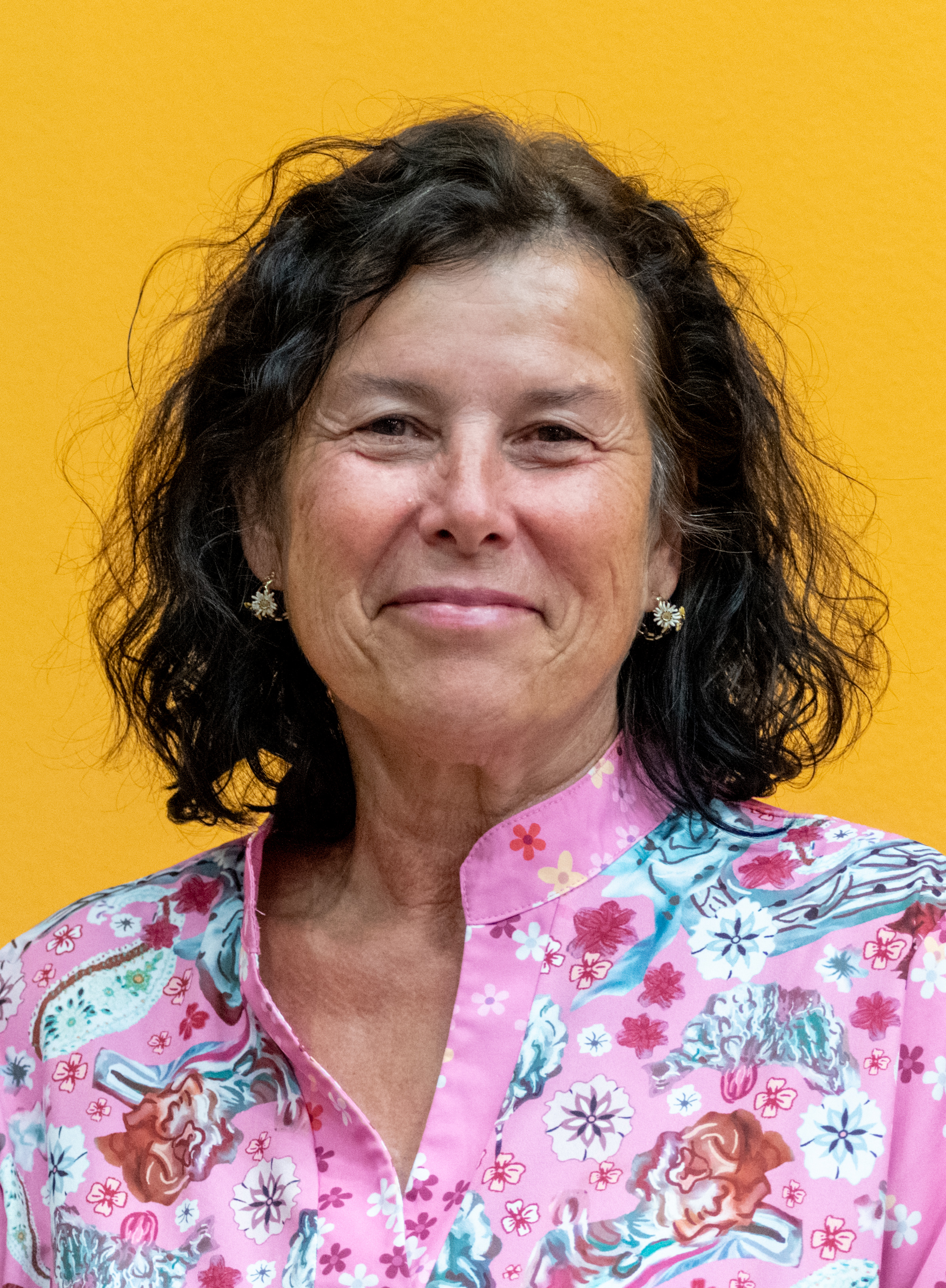
Birgit Gerstorfer (* 1963)

- Gerstorfer, Mark (* 1979), österreichischer Filmregisseur
- Gerstung, Adolf (1909–1991), deutscher Schauspieler
- Gerstung, Ferdinand (1860–1925), deutscher Imker
- Gerstung, Jonas (* 1993), deutscher Eishockeyspieler

### Gersu
- Gersum, Wolf von (1925–1985), deutscher Schauspieler und Theaterregisseur
- Gersunde, Alexander (* 1984), deutscher Motorradrennfahrer
- Gersuny, Robert (1844–1924), österreichischer Chirurg

### Gersw
- Gerswind, Nebenfrau Karls des Großen
- Gerswith I., Gründerin und erste Äbtissin des Stifts Essen

### Gersz
- Gerszewski, Nikolaus (* 1964), Komponist experimenteller Musik, bildender Künstler, Publizist und Konzertveranstalter
- Gerszt, Rita (1898–1942), Kommunistin und Widerstandskämpferin
- Gerszt, Yzchok (1901–1945), polnischer Kommunist und Widerstandskämpfer